# Friedrich Péter
Friedrich Péter (Budapest, 1936. június 15. – Budapest, 2013. január 30.) Széchenyi-díjas orvos, biokémikus, neurobiológus, a Magyar Tudományos Akadémia rendes tagja. Az enzimológia, ezen belül az enzimek, illetve fehérjék negyedleges szerkezetének neves kutatója. 1990 és 2007 között az MTA SZBK Enzimológiai Intézet igazgatója.

## Életpályája
1954-ben érettségizett, majd beiratkozott a Budapesti Orvostudományi Egyetemre (ma: Semmelweis Egyetem), ahol 1960-ban szerzett orvosdiplomát. Ennek megszerzése után a miskolci városi kórház központi gyakornokaként dolgozott. 1962-ben az MTA Biokémiai Intézet munkatársa lett. 1967–1968-ban az Oxfordi Egyetemen tanult EMBO-ösztöndíjjal. Hazatérése után a Biokémiai Intézet (1971-től MTA Szegedi Biológiai Központ Biokémiai Intézet Enzimológiai Részleg) tudományos főmunkatársa lett, amelyet az Enzimológiai Intézet 1978-as SZBK-n belüli különválása után is megtartott. Közben 1975–1976-ban UNESCO-konzultáns volt Egyiptomban. 1983-ban tudományos tanácsadói megbízást kapott. 1986-ban az intézet helyettes igazgatójává, 1990-ben igazgatójává, illetve a neuroenzimológiai csoportjának vezetőjévé nevezték ki. Igazgatói tisztségét 2007-ig töltötte be, ekkor kutatóprofesszori kinevezést kapott. 1985-ben a József Attila Tudományegyetem címzetes egyetemi tanárává avatta. 2000 és 2003 között Széchenyi professzori ösztöndíjjal kutatott.
1967-ben védte meg a biológiai tudományok kandidátusi, 1982-ben akadémiai doktori értekezését. Az MTA Biokémiai és Molekuláris Biológiai Bizottságának, valamint a Neurobiológiai Bizottságnak lett tagja. 1993-ban választották meg a Magyar Tudományos Akadémia levelező, 1998-ban pedig rendes tagjává. 1996 és 2002 között a Biológiai Tudományok Osztálya elnöke, ilyen minőségében az MTA elnökségének tagja is volt. 2002 és 2008 között az Akadémiai Kutatóhelyek Vezetői Tanácsa társelnöke, azóta tagja. Akadémiai tisztségei mellett 1986 és 1990 között a Magyar Biokémiai Egyesület alelnöke volt, majd 1990-ben a társaság elnökévé választották.

## Munkássága
Fő kutatási területe az enzimológia, ezen belül az enzimek, illetve fehérjék negyedleges szerkezete.
A negyedleges szerkezetek területén in vivo vizsgálati módszert dolgozott ki a szupramolekuláris enzimszerveződés kutatására, valamint jelentősek eredményei a memória molekuláris alapjainak kérdésében, illetve a jelátvivő kalpain-enzimrendszer kutatásában, utóbbi esetében a szerkezet-funkció összefüggéseit és az in vivo szubsztrátfehérjéinek azonosítását is vizsgálta. Foglalkozik még ezenkívül a sejten belüli szabályozás eszközeivel.
Több mint kilencven tudományos publikáció szerzője vagy társszerzője. Ebből négy könyv, illetve könyvfejezet. Közleményeit elsősorban angol és magyar nyelven adja közre.

## Díjai, elismerései
- Akadémiai Díj (1983)
- Ipolyi Arnold tudományfejlesztési díj (1998, OTKA)
- Széchenyi-díj (1999)
- Pázmány Péter felsőoktatási díj (2005, Pro Renovanda Cultura Hungariae)
- A Magyar Köztársasági Érdemrend középkeresztje (2006)

## Főbb publikációi
- Identification of a Cysteinyl Residue Involved in the Activity of Rabbit Muscle Aldolase (1970)
- Supramolecular Enzyme Organization: Quaternary Structure and Beyond (1984)
- Protein Kinase C in Larval Brain of Wild-type and Dunce Memory-mutant Drosophila (társszerző, 1989)
- Signal Convergence on Protein Kinase A as a Molecular Correlate of Learning (társszerző, 1991)
- Purification and Characterization of a Ca2+-activated Thiol Protease form Drosophila melanogaster (társszerző, 1992)
- Protein Phosphatase-1-deficient Mutant Drosophila is Affected in Habituation and Associative Learning (társszerző, 1993)
- A memória molekuláris megközelítése (1994)
- An Ultrasensitive, Continuous Fluorimetric Assay for Calpain Activity (társszerző, 1995)
- Prion Proteins as Memory Molecules: an Hypothesis (társszerző, 1998)
- A tanulás és memória molekuláris biológiája (1999)
- Fehérjék, enzimek, emlékezet (2000)
- Calpains in Cellular Signalling (társszerző, 2001)
- Frequency Decoding of Fast Calcium Oscillations by Calpain (társszerző, 2001)
- Preformed Structural Elements Feature in Partner Recognition by Intrinsically Unstructured Proteins (társszerző, 2004)
- Novel Cell-penetrating Calpain Substrate (társszerző, 2008)